# 张海 (企业家)
張海（1974年5月—），河南開封人。其父為當地公務員，母親為中學教師。1988年，張海初中畢業後未直接升入高中，而是考入河南大學武術專修班。後因畢業成績不好，僅獲專科結業證書。

## 宣稱擁有特異功能
1988年前後，張海已傳出身懷「特異功能」，號稱能把樹葉「由大變小」、能用意念「讓時間倒流」、讓絕症患者「手到病除」。在就讀武術專修班期間，張海結識了藏密氣功及藏傳佛教人士，並於1992年以藏傳佛教夏日東活佛弟子身份在各地廣開藏密健身中心，傳授「密法」，招攬學徒。同年，張海結識藏密信徒、河南省社科院哲學所辦公室主任孫嶺，經後者幫助，在該院設藏密瑜伽文化研究所，任所長。

## 入主健力寶
1995年，張海舉家南遷廣州，開始轉向資本市場。2000年開始，張海突然轉身資本市場，入主由國內36所名校發起成立的上市公司中国高科集團股份有限公司並出任董事長，一度是中國「最年輕的上市公司董事長」。兩年後，張海再度出手收購飲料企業「健力寶」，出任董事長兼總裁，2004年被福布斯雜誌評為中國第137位富翁，但兩年後張海就被公司股東聯手逐出。
张海入主健力宝后，从平安保险党委书记马明哲手中接手了5100万的平安保险股份。这部分股份原本是在江南实业公司名下持有，马明哲通过江南实业公司违规持有国有平安保险的股份。低价转让给张海的健力宝后，期望得到张海背后的权力背景保护。
2018年9月12日，大陆流亡富豪郭文贵在视频里也曾透露平安保险的股份代持问题。

## 投入深圳足球
2002年12月30日，健力寶投入一億人民幣，收購深圳足球俱樂部；2004年8月25日，張海被免去健力寶集團董事長兼總裁職務﹔2004年10月，與中超聯賽其他俱樂部負責人徐明、徐澤憲等人，一起發動通稱「G7革命」的聯合行動，向中國足協要求改革體制，但沒有得到回應；2004年12月27日，深圳健力寶俱樂部宣布與張海已經沒有任何關系，不允許張海以俱樂部名義進行欺騙活動。
在2009年中國足球開始的「打黑」風暴中，有媒體刊登了張海在獄中舉報足壇多起假球、賭球黑幕的「新聞」，引起媒體關注。隨後，獄中的張海委託律師發表聲明，否認「檢舉過假球賭球」，也沒操縱、控制任何球隊打假球、打黑球，要求「還自己一個清白」。

## 被捕與入獄
2005年3月24日夜間，張海在一家酒店吃宵夜時，被佛山市公安局刑事拘留，罪名是涉嫌挪用資金，還涉嫌做假賬、虛假投資、虛增銷售等罪名，緣於2004年9月下旬，健力寶集團對張海任期內集團財務狀況進行審計，發現張海等人挪用、抽走、轉移和侵吞集團資金超過7億元人民幣。2007年2月，佛山市中級人民法院以職務侵佔罪、挪用資金罪兩項罪名一審判處張海有期徒刑15年。2008年9月，廣東省高院二審認定張海檢舉他人犯罪立功，把原審判決的有期徒刑15年改判為10年。

## 減刑作假與外逃
後來張海在獄中因有立功行為和表現良好等又獲得了兩次減刑機會，第一次從10年減為8年，第二次減到6年，故最終在2011年年初就提前出獄。2014年1月8日，廣州市中級法院通報稱，張海獲得減刑案存在弄虛作假問題。1月10日，廣東省高院在官方微博通報稱，張海立功減刑造假屬實，案件已經立案審查。2014年1月17日，廣東省檢察院副檢察長黃武在廣東省政協十一屆二次會議分組討論上透露，張海已失蹤，有可能外逃。1月20日，廣東省檢察院對外證實，張海已經逃往境外，在張海服刑的6年內，曾涉嫌造假「立功」材料而獲減刑5年。黃武在接受採訪時披露，張海從進看守所開始就涉嫌作假，在服刑期間的立功表現屬造假。現在回過頭去查，一審判決前就已有作假嫌疑，如果不是作假「立功」，可能就不止15年刑期，廣東省司法機關對此立案審查。